# Komlói Bányász SK
Komlói Bányász Sport Klub – węgierski klub piłkarski z siedzibą w mieście Komló. Klub uczestniczy w rozgrywkach Nemzeti Bajnokság III.

## Historia

### Chronologia nazw
- 1922: Komló SC
- 1931: Komlói SE
- 1949: Komlói Tárna Sport Egyesület (SE)
- 1950: Komlói Szakszervezeti Sport Egyesület (SE)
- 1951: Komlói Bányász SK

### Powstanie klubu
Klub założony został w 1922 roku pod początkową nazwą Komlói SC. Po raz pierwszy klub pojawił się w pierwszej lidze w sezonie 1957/58 - na 14 drużyn zajął 13. miejsce i spadł do drugiej ligi. Kolejny raz w pierwszej lidze Bányász zagrał w sezonie 1961/62 i zajął 12. miejsce, unikając tym razem spadku. Rozpoczęła się dla klubu najlepsza dekada w historii, kiedy to drużyna z Komló stała się etatowym pierwszoligowcem. Klub nie należał do czołówki i wciąż błąkał się w strefie spadkowej, a nawet dwukrotnie (w 1965 i 1967) spadał na jeden sezon do drugiej ligi. Najwyższą pozycję w lidze Bányász wywalczył w skróconym sezonie w 1963 roku - 4. miejsce za Győri Vasas ETO, Honvédem i Ferencvárosi TC.

### Lata 70.
Dotarcie do finału Pucharu Węgier w 1970, gdzie Bányász przegrał 2:3 z mistrzem Węgier Újpesti Dózsą, dało możliwość gry w Pucharze Zdobywców Pucharów w sezonie 1971/72. W pierwszej rundzie przeciwnikiem był zdobywca Pucharu Jugosławii FK Crvena zvezda Belgrad. W pierwszym meczu u siebie Bányász przegrał zaskakująco wysoko, bo aż 2:7, tracąc praktycznie szanse na awans. Zwycięstwo 2:1 w Belgradzie uratowało jedynie honor węgierskiej drużyny. Do dziś był to jedyny występ klubu w europejskich pucharach.
W sezonie 1972/73 klub zajął ostatnie 16. miejsce i spadł do drugiej ligi. Jak dotąd był to ostatni występ klubu Bányász w najwyższej lidze węgierskiej. Obecnie klub występuje w trzeciej lidze węgierskiej (Nemzeti Bajnokság III).

## Sukcesy
- Puchar Węgier
  -  finał (2): 1970, 1973/74
- W I lidze (13 sez na 106): 1957/58, 1961/62-1965, 1967, 1969-1972/73

## Europejskie puchary
Legenda do wszystkich tabel:
- Q – runda eliminacyjna, 1/16, 1/8, 1/4, 1/2 – odpowiednia faza rozgrywek, Grupa – runda grupowa, 1r gr – pierwsza runda grupowa, 2r gr – druga runda grupowa, F – finał, R – runda, PO – play-off
- k. – rzuty karne, los. – losowanie, Dogr. – dogrywka, w. – zasada bramek strzelonych na wyjeździe

| Sezon   | Rozgrywki                 | Runda | Klub             | Dom | Wyjazd | Ogólnie |
| ------- | ------------------------- | ----- | ---------------- | --- | ------ | ------- |
| 1971/72 | Puchar Zdobywców Pucharów | 1R    | FK Crvena zvezda | 2–7 | 2–1    | 4–8     |